# Asagiri, Kumamoto
Asagiri (あさぎり町 Asagiri-chō) là thị trấn thuộc huyện Kuma, tỉnh Kumamoto, Nhật Bản. Tính đến ngày 1 tháng 10 năm 2020, dân số ước tính thị trấn là 14.676 người và mật độ dân số là 92 người/km2. Tổng diện tích thị trấn là 159,6 km2.

## Địa lý

### Khí hậu
| Dữ liệu khí hậu của Ue, Asagiri          | Dữ liệu khí hậu của Ue, Asagiri | Dữ liệu khí hậu của Ue, Asagiri | Dữ liệu khí hậu của Ue, Asagiri | Dữ liệu khí hậu của Ue, Asagiri | Dữ liệu khí hậu của Ue, Asagiri | Dữ liệu khí hậu của Ue, Asagiri | Dữ liệu khí hậu của Ue, Asagiri | Dữ liệu khí hậu của Ue, Asagiri | Dữ liệu khí hậu của Ue, Asagiri | Dữ liệu khí hậu của Ue, Asagiri | Dữ liệu khí hậu của Ue, Asagiri | Dữ liệu khí hậu của Ue, Asagiri | Dữ liệu khí hậu của Ue, Asagiri |
| Tháng                                    | 1                               | 2                               | 3                               | 4                               | 5                               | 6                               | 7                               | 8                               | 9                               | 10                              | 11                              | 12                              | Năm                             |
| ---------------------------------------- | ------------------------------- | ------------------------------- | ------------------------------- | ------------------------------- | ------------------------------- | ------------------------------- | ------------------------------- | ------------------------------- | ------------------------------- | ------------------------------- | ------------------------------- | ------------------------------- | ------------------------------- |
| Cao kỉ lục °C (°F)                       | 20.2 (68.4)                     | 23.3 (73.9)                     | 26.9 (80.4)                     | 30.6 (87.1)                     | 34.1 (93.4)                     | 34.7 (94.5)                     | 36.9 (98.4)                     | 37.4 (99.3)                     | 35.8 (96.4)                     | 32.9 (91.2)                     | 26.9 (80.4)                     | 21.6 (70.9)                     | 37.4 (99.3)                     |
| Trung bình ngày tối đa °C (°F)           | 10.4 (50.7)                     | 12.5 (54.5)                     | 16.3 (61.3)                     | 21.5 (70.7)                     | 25.8 (78.4)                     | 27.6 (81.7)                     | 31.4 (88.5)                     | 32.3 (90.1)                     | 29.5 (85.1)                     | 24.5 (76.1)                     | 18.2 (64.8)                     | 12.3 (54.1)                     | 21.9 (71.3)                     |
| Trung bình ngày °C (°F)                  | 4.1 (39.4)                      | 5.8 (42.4)                      | 9.5 (49.1)                      | 14.4 (57.9)                     | 18.9 (66.0)                     | 22.4 (72.3)                     | 26.0 (78.8)                     | 26.4 (79.5)                     | 23.3 (73.9)                     | 17.5 (63.5)                     | 11.3 (52.3)                     | 5.8 (42.4)                      | 15.5 (59.8)                     |
| Tối thiểu trung bình ngày °C (°F)        | −1.3 (29.7)                     | −0.1 (31.8)                     | 3.4 (38.1)                      | 7.9 (46.2)                      | 13.0 (55.4)                     | 18.3 (64.9)                     | 22.1 (71.8)                     | 22.4 (72.3)                     | 18.9 (66.0)                     | 12.1 (53.8)                     | 5.9 (42.6)                      | 0.5 (32.9)                      | 10.3 (50.5)                     |
| Thấp kỉ lục °C (°F)                      | −13.8 (7.2)                     | −10.6 (12.9)                    | −7.6 (18.3)                     | −3.4 (25.9)                     | 2.4 (36.3)                      | 8.3 (46.9)                      | 15.0 (59.0)                     | 15.6 (60.1)                     | 6.8 (44.2)                      | −1.2 (29.8)                     | −5.8 (21.6)                     | −8.5 (16.7)                     | −13.8 (7.2)                     |
| Lượng Giáng thủy trung bình mm (inches)  | 65.5 (2.58)                     | 98.3 (3.87)                     | 144.5 (5.69)                    | 154.5 (6.08)                    | 200.0 (7.87)                    | 558.8 (22.00)                   | 496.5 (19.55)                   | 256.0 (10.08)                   | 248.8 (9.80)                    | 104.5 (4.11)                    | 86.7 (3.41)                     | 73.7 (2.90)                     | 2.496,8 (98.30)                 |
| Số ngày giáng thủy trung bình (≥ 1.0 mm) | 7.5                             | 8.9                             | 11.6                            | 10.6                            | 9.8                             | 16.1                            | 14.0                            | 11.6                            | 10.7                            | 7.1                             | 8.3                             | 7.4                             | 123.6                           |
| Số giờ nắng trung bình tháng             | 134.6                           | 140.8                           | 164.3                           | 176.8                           | 175.6                           | 110.2                           | 160.8                           | 180.0                           | 148.9                           | 164.8                           | 128.4                           | 128.6                           | 1.815,4                         |
| Nguồn: Cục Khí tượng Nhật Bản            |                                 |                                 |                                 |                                 |                                 |                                 |                                 |                                 |                                 |                                 |                                 |                                 |                                 |

## Giao thông

### Đường sắt
- Kumagawa Railroad - Tuyến Yunomae
- Okadome-Kōfuku - Asagiri - Higashi-Menda

### Đường bộ
- Quốc lộ 219